# Judo op de Olympische Zomerspelen 1988
Judo is een van de sporten die beoefend werden tijdens de Olympische Zomerspelen 1988 in Seoel.
Er werd deze keer gestreden in zeven gewichtsklassen, de klasse "alle categorieën" stond niet langer op het programma. Opvallend is dat het grootste judoland tot nu toe in het medailleklassement werd gepasseerd door Zuid-Korea en Frankrijk.
Twee judoka's, te weten Peter Seisenbacher uit Oostenrijk en Hitoshi Saito uit Japan, prolongeerden hun in 1984 behaalde titel in hun gewichtsklassen en werden hiermee de eersten die een gouden medaille wonnen op twee achtereenvolgende Spelen.
Zowel België als Nederland behaalde een bronzen medaille. Voor België werd deze behaald door de olympisch kampioen van 1980, Robert Van de Walle.

## Mannen

### superlichtgewicht (tot 60 kg)
| rang   | sporter             | land             |
| ------ | ------------------- | ---------------- |
| Goud   | Kim Jae-yup         | Zuid-Korea       |
| Zilver | Kevin Asano         | Verenigde Staten |
| Brons  | Shinji Hosokawa     | Japan            |
| Brons  | Amiran Totikachvili | Sovjet-Unie      |

### halflichtgewicht (tot 65 kg)
| rang   | sporter          | land       |
| ------ | ---------------- | ---------- |
| Goud   | Lee Kyung-keun   | Zuid-Korea |
| Zilver | Janusz Pawlovski | Polen      |
| Brons  | Bruno Carabetta  | Frankrijk  |
| Brons  | Yosuke Yamamoto  | Japan      |

### lichtgewicht (tot 71 kg)
| rang   | sporter           | land             |
| ------ | ----------------- | ---------------- |
| Goud   | Marc Alexandre    | Frankrijk        |
| Zilver | Sven Loll         | DDR              |
| Brons  | Michael Swain     | Verenigde Staten |
| Brons  | Gueorggui Tenadze | Sovjet-Unie      |

### halfmiddengewicht (tot 78 kg)
| rang   | sporter         | land                     |
| ------ | --------------- | ------------------------ |
| Goud   | Waldemar Legień | Polen                    |
| Zilver | Frank Wieneke   | Bondsrepubliek Duitsland |
| Brons  | Bachir Varayev  | Sovjet-Unie              |
| Brons  | Torsten Brechot | DDR                      |

### middengewicht (tot 86 kg)
| rang   | sporter            | land        |
| ------ | ------------------ | ----------- |
| Goud   | Peter Seisenbacher | Oostenrijk  |
| Zilver | Vladimir Chestakov | Sovjet-Unie |
| Brons  | Ben Spijkers       | Nederland   |
| Brons  | Akinobu Osako      | Japan       |
|        |                    |             |
| 1/16F  | Victor Maduro      | ARU         |

### halfzwaargewicht (tot 95 kg)
| rang   | sporter             | land                     |
| ------ | ------------------- | ------------------------ |
| Goud   | Aurélio Miguel      | Brazilië                 |
| Zilver | Marc Meiling        | Bondsrepubliek Duitsland |
| Brons  | Robert Van de Walle | België                   |
| Brons  | Dennis Stewart      | Groot-Brittannië         |

### zwaargewicht (boven 95 kg)
| rang   | sporter           | land        |
| ------ | ----------------- | ----------- |
| Goud   | Hitoshi Saito     | Japan       |
| Zilver | Henry Stöhr       | DDR         |
| Brons  | Gregori Veritchev | Sovjet-Unie |
| Brons  | Yong-Chul Cho     | Zuid-Korea  |

## Medaillespiegel
| Plaats | Land                     | Goud | Zilver | Brons | Totaal |
| 1      | Zuid-Korea               | 2    | 0      | 1     | 3      |
| 2      | Polen                    | 1    | 1      | 0     | 2      |
| 3      | Japan                    | 1    | 0      | 3     | 4      |
| 4      | Frankrijk                | 1    | 0      | 1     | 2      |
| 5      | Oostenrijk               | 1    | 0      | 0     | 1      |
| 5      | Brazilië                 | 1    | 0      | 0     | 1      |
| 7      | DDR                      | 0    | 2      | 1     | 3      |
| 8      | Bondsrepubliek Duitsland | 0    | 2      | 0     | 2      |
| 9      | Sovjet-Unie              | 0    | 1      | 4     | 5      |
| 10     | Verenigde Staten         | 0    | 1      | 1     | 2      |
| 11     | België                   | 0    | 0      | 1     | 1      |
| 11     | Groot-Brittannië         | 0    | 0      | 1     | 1      |
| 11     | Nederland                | 0    | 0      | 1     | 1      |
| Totaal | Totaal                   | 7    | 7      | 14    | 28     |

Tokio 1964 · 
München 1972 · 
Montréal 1976 · 
Moskou 1980 · 
Los Angeles 1984 · 
Seoel 1988 · 
Barcelona 1992 · 
Atlanta 1996 · 
Sydney 2000 · 
Athene 2004 · 
Peking 2008 · 
Londen 2012 · 
Rio de Janeiro 2016  · 
Tokio 2020 · 
Parijs 2024 · 
Los Angeles 2028 
Medaillewinnaars
Atletiek · Badminton (demonstratie) · Basketbal · Boksen · Boogschieten · Gewichtheffen · Gymnastiek · Handbal · Hockey · Honkbal (demonstratie) · Judo · Kanovaren · Moderne vijfkamp · Paardensport · Roeien · Schermen · Schietsport · Schoonspringen · Synchroonzwemmen · Taekwondo (demonstratie) · Tafeltennis · Tennis · Voetbal · Volleybal · Waterpolo · Wielersport · Worstelen · Zeilen · Zwemmen